# Schweich an der Römischen Weinstraße
Schweich an der Römischen Weinstraße é uma Verbandsgemeinde da Alemanha do distrito de Trier-Saarburg.

## Comunidades[4]
| 1. Bekond 2. Detzem 3. Ensch 4. Fell 5. Föhren 6. Kenn 7. Klüsserath 8. Köwerich 9. Leiwen 10. Longen 11. Longuich 12. Mehring 13. Naurath (Eifel) 14. Pölich 15. Riol 16. Schleich 17. Schweich 18. Thörnich 19. Trittenheim |